# Кучинскас, Ричардас Казимирович
Ричардас Казимирович Кучинскас (19 января 1942, Каунас — 16 февраля 1994) — советский футболист, защитник, полузащитник.

## Биография
Воспитанник футбольной школы «Инкарас» Каунас. В 1961 году провёл пять игр в команде класса «А» за «Спартак» Вильнюс, в следующем году в клубе, переименованном в «Жальгирис», в 24 играх забил два гола. 1963 год начал в команде третьей по силе лиги — классе «Б» — СКА Львов, затем перешёл в состав ростовских армейцев, за которых до 1967 года в первой группе класса «А» сыграл 101 матч, забил пять мячей. В апреле 1968 провёл три матча за «Динамо» Минск, после чего перешёл в одесский «Черноморец», в составе которого в чемпионате сыграл 31 матч. Вторую половину сезона-69 отыграл в команде второй группы класса «А» «Кривбасс» Кривой Рог. Вернувшись в ростовский СКА, в чемпионатах 1970—1971 годов сыграл 4 матчей, забил один гол. 1972 год начал в харьковском «Металлисте» из первой лиги, за который сыграл один матч. Завершил карьеру в команде второй лиги «Химик» Дзержинск (1972—1974).
Серебряный призёр чемпионата СССР 1966, финалист Кубка СССР 1971.
Скончался в возрасте 52 лет.
Сын Робертас Кучинскас (род. 1965) — российский предприниматель, основатель и президент ХК «Ростов».